# ポール・リッカ
ポール・"ザ・ウェイター"・リッカ（Paul "The Waiter" Ricca、1897年 - 1972年10月11日）はシカゴ・アウトフィットのボスだった人物。本名はフェリーチェ・デルチア(Felice DeLucia)。イタリア・ナポリ出身。

## 概要

### 初期
少年時代より地元のカモッラ組織に属し、1915年、初めての殺人を犯して懲役2年の刑に服役した。裁判で自分に不利な証言をした男を殺害して復讐した直後、名をパオロ・マーリョ(Paolo Maglio)と改名し、アプリチェーナに潜伏。その後フランスを経由し、1920年8月10日にデルチア改めマーリョはアメリカ・ニューヨークへと渡った。

### カポネ・ギャング
渡米後、マーリョは名前を英語式に"ポール・リッカ"と変え、最初の頃は、ジェンナ兄弟の下で酒の密売に関わっていたが、まもなくシカゴに移った。そして、“ダイヤモンド・ジョー”・エスポジートのナイトクラブ「ベラ・ナポリ」でウェイターをしながら、店の常連客だったカポネ、ニッティらシカゴギャングの面識を得て、キューバ経由のウイスキー密輸を手伝った。彼のニックネームである「ウェイター」はここから由来している。
フランク・ニッティの手引きでカポネの組織に入り、東海岸マフィアとの連絡役など非暴力系の仕事を任され、ニッティの右腕として頭角を現した。1929年5月、カポネと共にアトランティックシティのギャング会議に出席し、全米から参集したギャングと交流した。1931年、ニューヨークのカステランマレーゼ戦争では調停の特使を務めた。

### アウトフィットのボス
カポネの逮捕後は跡を継いだフランク・ニッティの副ボスになり、禁酒法廃止と相まってシカゴの外に進出した。ヤミ賭博と組合強請を主収入にアメリカ中南部の諸都市に拠点を作った。ロサンゼルスのジョン・ロッセーリらと共にハリウッドの映画産業へ進出し、映画職人組合への強請行為を開始した。RKO、パラマウント・ピクチャーズ、メトロ・ゴールドウィン・メイヤー、そして20世紀フォックスなど主な映画スタジオを脅迫して示談金を詐取した。
構成員のウィリアム・モリス・バイオフが刑期短縮を当て込んでアウトフィット上層部の強請関与を当局に証言した直後の1943年3月18日、ボスのニッティの自宅においてリッカらは会議を行った。その会議において組織の為にボスのニッティが引退するべきということが話し合われた（ニッティは極度の閉所恐怖症であり、その為に彼は刑務所の牢獄に監禁されるのを恐れていた）。この提案を聞いたニッティは、会議の為に集まったメンバーらを家から追い出した。その翌日、ニッティは自宅近くの鉄道操車場にて銃で自殺を遂げた。リッカがボスの座に就任し、トニー・アッカルドを副ボスに据えた。
1943年12月30日、連邦陪審はリッカやロッセーリに有罪判決を下し、懲役10年刑で収監された。服役中はアッカルドが代理ボスを務めた。アウトフィットの政治フィクサーであるマレー・ハンフリーズがハリー・トルーマン政権の司法長官を務めていたトム・C・クラークと交渉して早期釈放を成功させ、リッカとロッセーリは大統領特赦により3年で釈放された。

### アウトフィット相談役
犯罪稼業から身を引くという特赦の条件から、1950年にトニー・アッカルドにボスを譲って相談役に退いた。ちなみに、アウトフィット上層部の犯罪関与を密告したウィリアム・バイオフは1955年11月4日に車爆弾で殺害されている。
1959年、脱税の罪で収監され、2年で出所した。1965年、再び脱税で起訴されたが裁判で巻き返し、収監は免れた。晩年デトロイトに住んだ。カポネ亡き後、40年にわたりアウトフィットのトップに君臨した。ソフトな物腰、洗練された言動の反面、冷酷・残忍で知られた。クック郡ヒルサイドのQueen of Heaven Catholic Cemetery Hillsideに、"ポール・デルチア"として埋葬されている。